# 防鬆螺帽

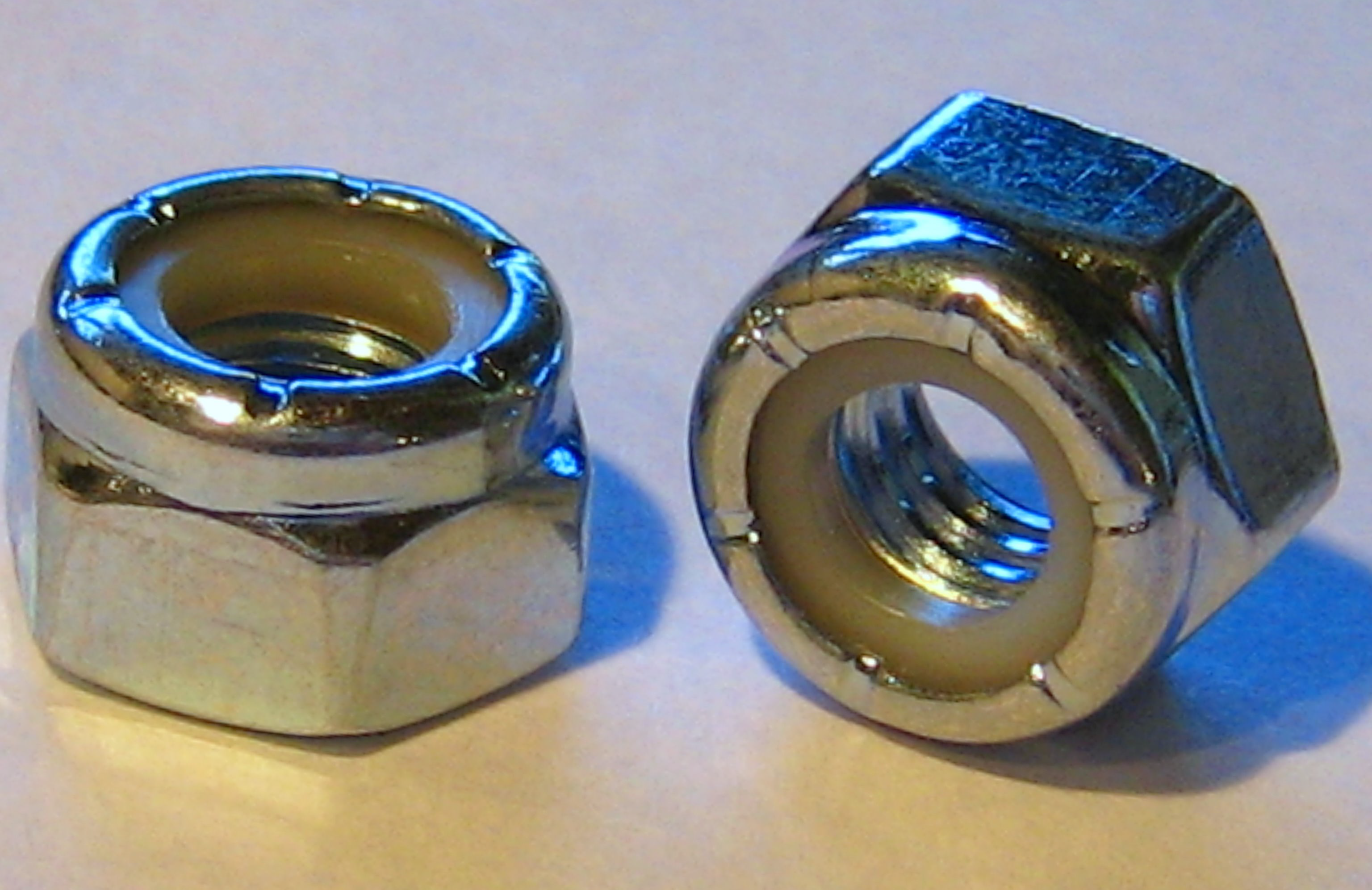
尼龍嵌件鎖緊螺母

防鬆螺帽, 又稱防鬆脫螺帽、鎖緊螺帽、止滑螺帽、固定螺帽、軸承鎖定螺母,是一種在振動和扭矩下防止鬆動的螺帽。扭力螺帽的某些部分會變形以提供鎖定作用。其優點是在鎖緊之前不需要額外的扭矩。

## 有效扭力數值
「有效扭力」根據夾緊加載前安裝過程中所需扭力的值來區分鎖緊螺帽和自由旋轉螺帽。
例如，在尼龍插入螺母上，它是克服尼龍拖過配合螺紋的阻力所需的扭矩。此扭矩值相對於最終安裝扭矩通常不是很高。在一些標準（ISO, DIN, IFI, ASME, SAE, AN-, MS-, NAS- NASM-）中指定了扭矩的公差範圍。

## 防止鬆動
鎖緊螺帽是防止振動導致螺栓接頭鬆動的一種方法。其他方法包括安全繩、墊圈和缺氧膠。